# Schloss Rottenstein (Kärnten)

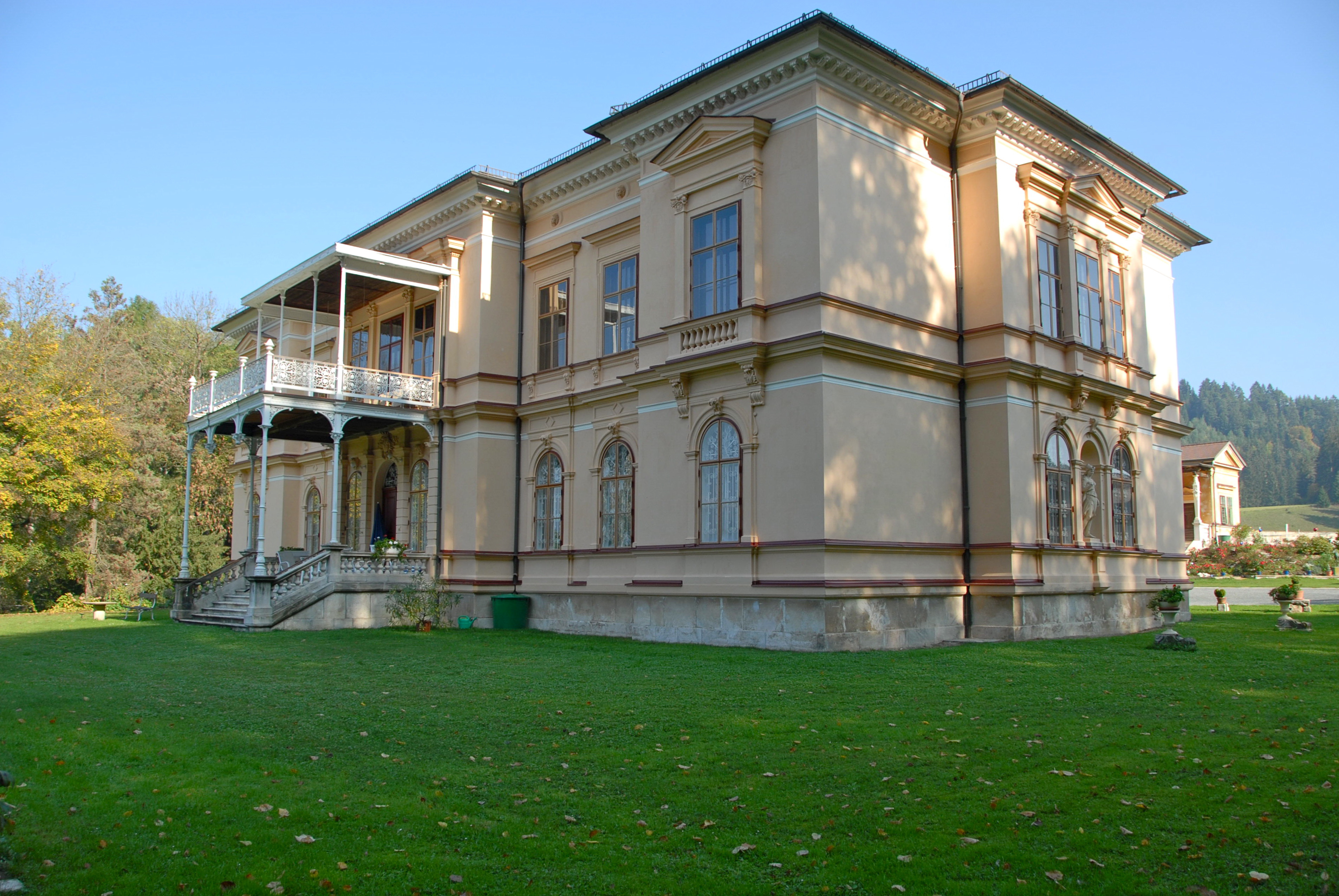
Schloss Rottenstein (2006)

Schloss Rottenstein liegt auf einer Anhöhe ungefähr einen Kilometer östlich von St. Georgen am Längsee. Das historistische Ensemble mit Park wurde im letzten Drittel des 19. Jahrhunderts nach Plänen des Wiener Architekten Rudolf Bayer errichtet. Es steht unter Denkmalschutz.

## Geschichte

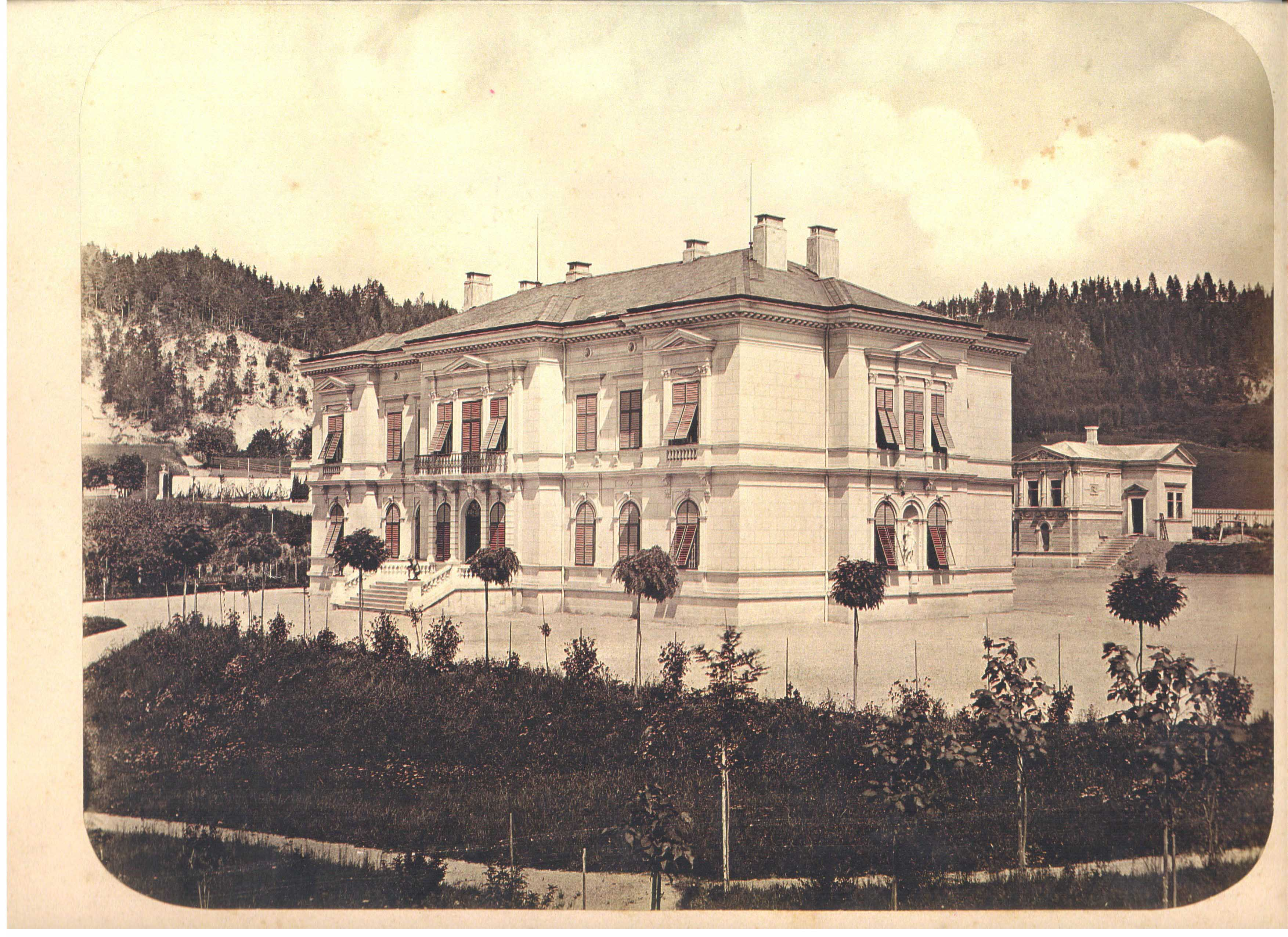
Ansicht des Schlosses (Aufnahme um 1870)

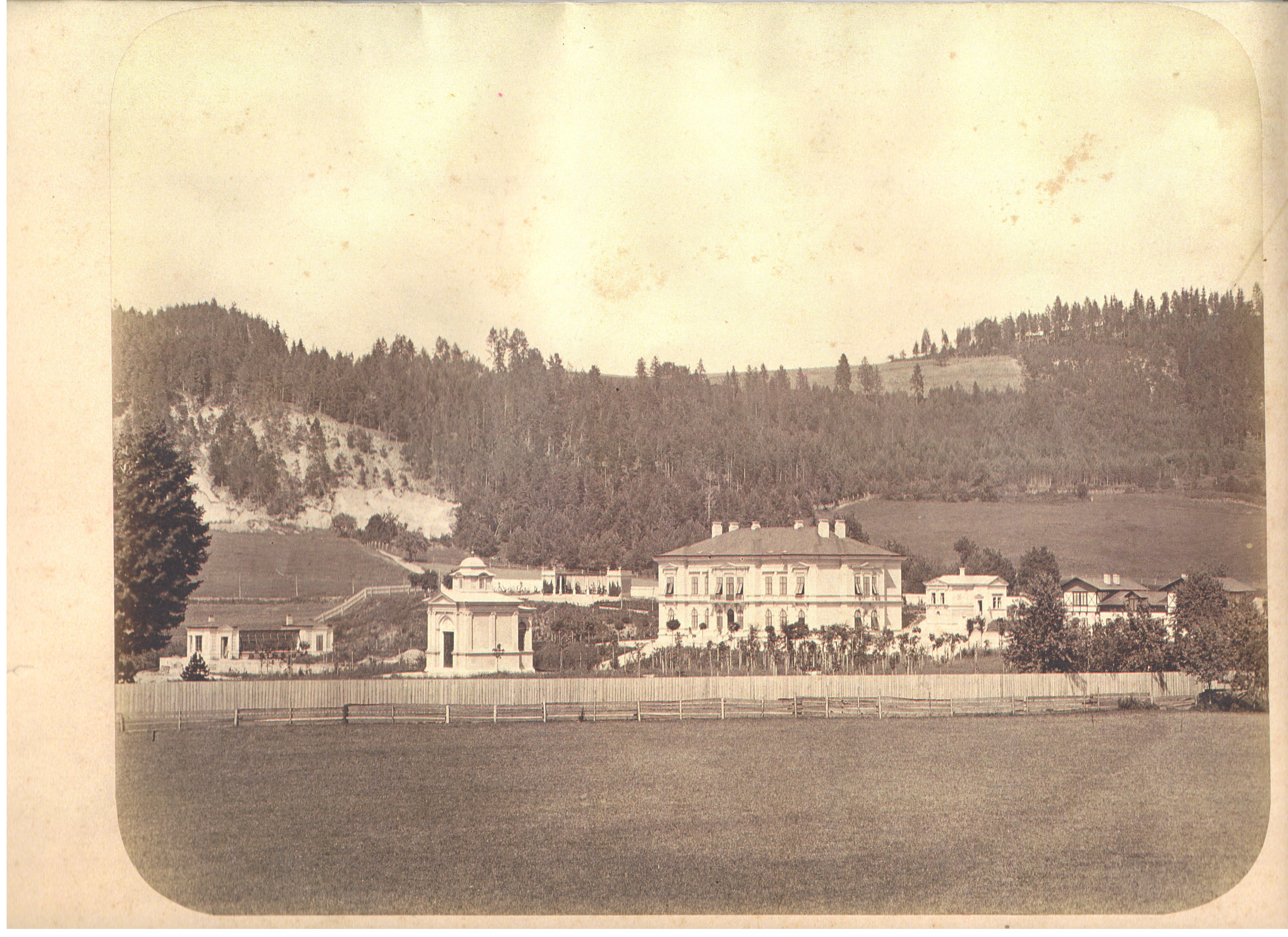
Schloss Rottenstein mit Hauskapelle (Aufnahme um 1870)

Die Ursprungsgeschichte des Gutes liegt durch die große Anzahl von namensgleichen Orten Rottenstein und der schwierigen geografischen Zuordnung der alten Urkunden weitgehend im Dunkeln. Erwähnt wurde der Besitz erstmals 1373, wo von einem ererbten Hof der Familie Wucherer zu „Rotenstain pey sand Görgen“ die Rede ist. Dieser Hof ist vermutlich verfallen. Erst 1580 wurde der Besitz wieder in einer Urkunde der Äbtissin Afra von Staudach des Nonnenklosters St. Georgen genannt.
Das heutige Schloss Rottenstein geht auf einen Bau zurück, den der Kärntner Eisenindustrielle und Gewerke Maximilian Thaddäus Graf von Egger gegen Ende des 18. Jahrhunderts als Witwensitz für seine Gattin Gabriele Oktavia Maria Josepha, geborene Freiin von Pinelli, hatte errichten lassen. Die Grafen von Egger waren eine der bekanntesten Gewerkenfamilien Kärntens. Sie besaßen im gesamten südösterreichischen Raum ausgedehnte Besitzungen, zu denen mehrere Schlösser und Güter sowie Hammerwerke in Lippitzbach, Treibach und im steirischen Vordernberg gehörten.
Das Schloss blieb in Familienbesitz und gelangte über den Erbweg an Gustav Graf von Egger, den Enkel des Maximilian Thaddäus. 1868 ließ Gustav Graf von Egger nach Plänen des Wiener Architekten Rudolf Bayer einen Landedelsitz im Stil der damaligen Zeit zu errichten. Es entstand ein Gesamtkunstwerk im Stil des Historismus: Um das Schloss wurde ein weitläufiger englischer Landschaftsgarten und ein bemerkenswertes Ensemble von Nebengebäuden, wie Badehaus, Kapelle und Gruft, angelegt. 
Nach dem Tod des Grafen Gustav von Egger am 11. Juni 1884 erbte seine Tochter Gustava Aloisia Gorton, geborene Gräfin von Egger, den gesamten Besitz. Nach ihrem Ableben am 17. Juni 1920 gelangte das Schloss über den Erbweg an ihren Sohn Karl Gorton. Dieser heiratete die Tochter des bekannten Feldmarschalleutnant Ludwig Hülgerth. Hülgerth verstarb am 13. August 1939 auf dem Anwesen seines Schwiegersohnes und wurde in der Gruftkapelle beigesetzt. Das Schloss befindet sich im Eigentum der Familie Gorton, die es noch heute bewohnt. Dank der durchgehenden Nutzung als Familienwohnsitz der Familien Egger und Gorton von der Zeit seiner Erbauung bis heute sind das Schloss und seine Nebengebäude mit den einheitlichen Innenausstattungen aus der Bauzeit fast vollständig und weitgehend unverändert erhalten.

## Baubeschreibung

### Hauptgebäude
Das Schloss ist ein zweigeschoßiger Bau über rechteckigem Grundriss mit einem flachen Walmdach. Die neunachsige Hauptfassade und die dreiachsigen Seitenfassaden werden durch Seiten- und Mittelrisalite und Horizontalgesimse plastisch gegliedert. Die Öffnungen des Erdgeschoßes schließen mit einem Rundbogen, die des Obergeschoßes mit einem geraden Sturz, geraden und dreieckigen Fensterverdachungen. An den Schmalseiten stehen in je einer Wandnische des Erdgeschoßes Statuen der Göttinnen der Jagd und der Fruchtbarkeit, Diana und Ceres. Eine Freitreppe führt vom Garten über eine Terrasse an der dem Längsee zugekehrten Gartenfront in eine repräsentative Halle. Diese öffnet sich in drei großen Bögen zu den übrigen Räumen. Unter dem Mittelbogen ist eine Büste der Gräfin Maria Aloisia von Egger, der Tante des Bauherrn, angebracht. Der Wiener Maler Carl Eichmüller schuf die prächtigen Dekorationsmalereien im Stiegenhaus und in den Wohnräumen. Anton Dominik von Fernkorn fertigte die unmittelbar vor dem Schloss auf einem Podest stehende Skulptur des Hl. Georg im Kampf mit dem Drachen. Sie ist ein Modell für eine ehemalige Brunnengruppe im heutigen Reitersaal des Wiener Palais Montenuovo in der Strauchgasse.

### Nebengebäude innerhalb der Schlossmauern

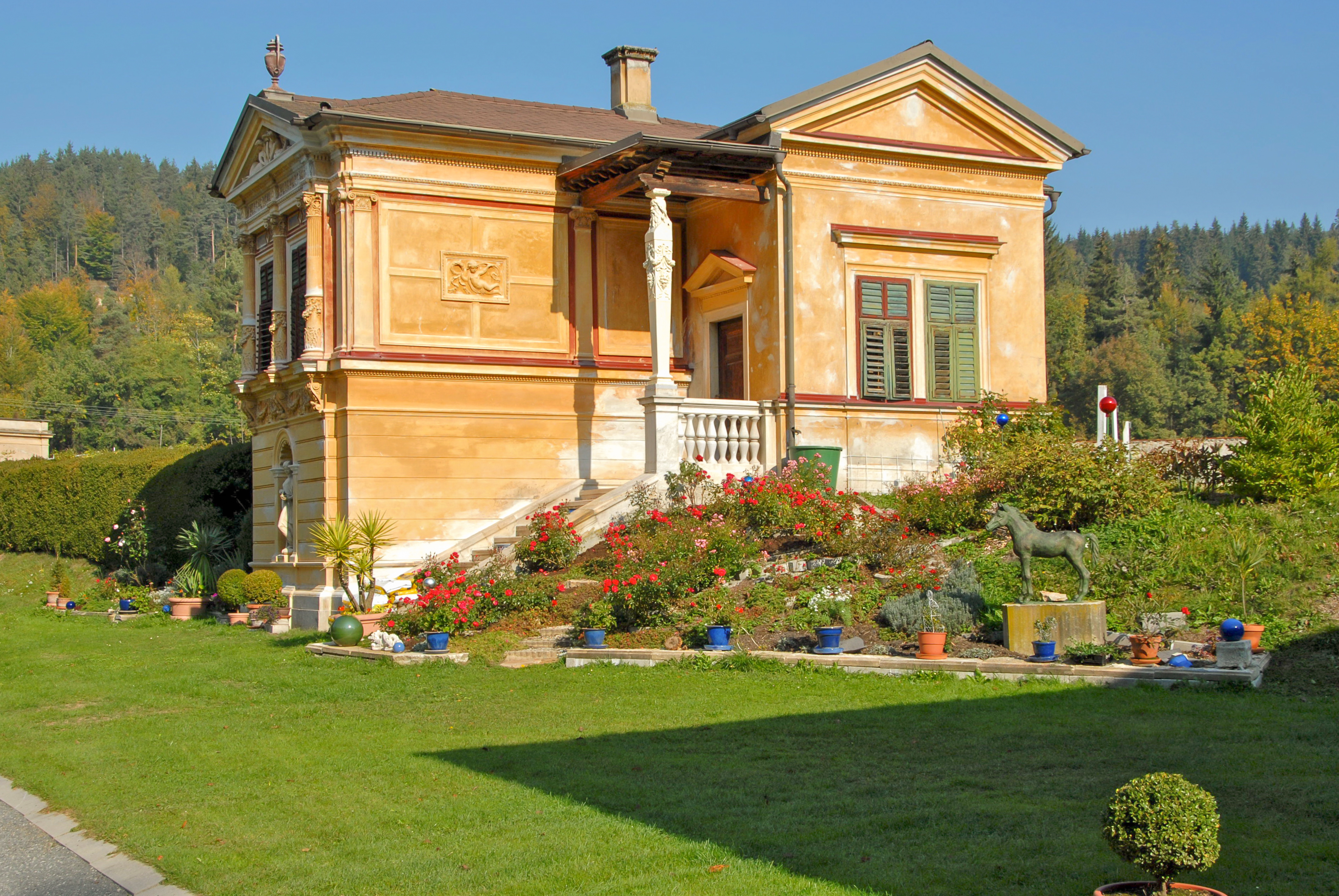
Badehaus

Der Schlosspark, der im Stil eines englischen Landschaftsgartens angelegt wurde, ist von einer 1100 Meter langen Mauer umgeben. Auf den Steinsäulen des Parktores stehen wappentragende Löwen aus Gusseisen. Im Nordosten bot eine direkt an der Schlossmauer gelegene Veranda einen Ausblick über das gesamte Gelände.
Das Badehaus wurde zeitgleich mit dem Haupthaus diesem gegenüber errichtet. Es ist ein aufwendig gestalteter, kleiner, zweigeschoßiger Bau. Die zweiachsige Schauseite mit drei reich verzierten Dreiviertelsäulen wird von einem Dreiecksgiebel bekrönt. Eine Statue der Göttin Hygieia im Sockelgeschoß verweist auf den Zweck des Gebäudes. An beiden Seiten des Gebäudes führen Freitreppen, von zwei vollplastischen Hermenpilastern bewacht, zu den reich mit Dekorationsmalereien ausgestatteten Räumen.
Das südöstlich vom Hauptgebäude befindliche Stallgebäude besteht aus zwei zweigeschoßigen Seitentrakten, die durch einen niedrigeren Mitteltrakt miteinander verbunden sind. Vom romantischen Historismus beeinflusst sind die Ornamente an den holzverschalten Giebelfeldern und die Fachwerkskonstruktionen an den Obergeschoßen.
1871 wurde inmitten des Parks eine Schlosskapelle mit einem quadratischen, mit ionischen Pilastern gegliederten Zentralraum errichtet; sie ist dem Heiligen Karl Borromäus geweiht. Nordwestlich davon liegt die mit einem Marmorrelief geschmückte Gruftkapelle der Familien Egger und Gorton.

### Meierhof

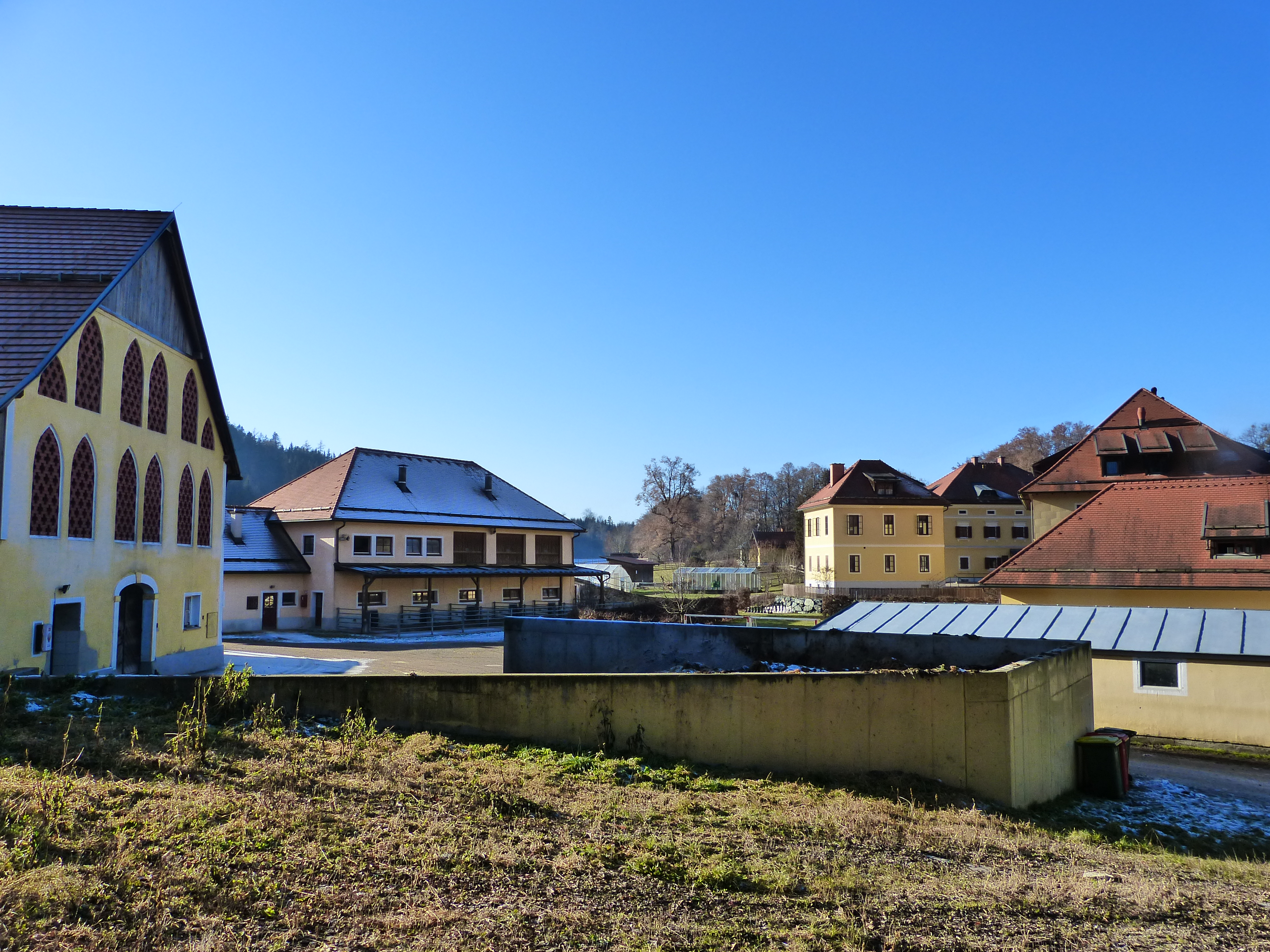
Meierhof

1870 bis 1884 wurde südöstlich des Schlosses, außerhalb der Parkmauern, ein zum Schloss gehörender Meierhof errichtet, ein bemerkenswert einheitliches spätklassizistisches Ensemble aus Wohn- und Wirtschaftsgebäuden, darunter ein großer Ziegelgitterstadel.
Dieses unter Denkmalschutz stehende landwirtschaftliche Mustergut bildet seit 1953 eine Außenstelle der Justizanstalt Klagenfurt, in der Kleinkriminelle untergebracht sind und arbeiten. Mit den hier erzeugten Produkten wird die Klagenfurter Gefängnisküche versorgt.